# دستور دولة الإمارات العربية المتحدة
دستور دولة الإمارات العربية المتحدة، هو الإطار القانوني والسياسي لعمل دولة الإمارات العربية المتحدة باعتبارها اتحادًا من سبع إمارات. دخل الدستور حيز التنفيذ في 2 ديسمبر 1971 وأقر بصورة دائمة في يوليو 1996. كتب الدستور عدي البيطار (وهو مستشار قانوني وقاض أردني) في 10 أجزاء و 152 مادة. تحتفل دولة الإمارات العربية المتحدة بتشكيل الاتحاد (وقبول الدستور الاتحادي) باعتباره يومًا وطنيًا في 2 ديسمبر من كل عام.

## تاريخ
في عام 1853؛ أبرمت الممالك المستقلة تاريخيًا والتي تألفت من الإمارات العربية المتحدة الحديثة ومملكتي قطر والبحرين معاهدة مع المملكة المتحدة، ووافقت على هدنة بحرية دائمة مع المملكة المتحدة؛ أصبحت هذه الممالك تعرف بشكل جماعي باسم الإمارات المتصالحة (أو عمان المتصالحة). غالبًا ما كانت تسوى النزاعات بين هذه الدول من قبل المملكة المتحدة. وفي أواخر الستينيات، تشكل مجلس الإمارات المتصالحة والمكون من الإمارات بالإضافة إلى قطر والبحرين. أعلنت المملكة المتحدة قرارها بإنهاء العلاقات التعاهدية مع الممالك في عام 1968، وحاولت الممالك التسع تشكيل اتحاد الإمارات العربية، لكنها لم تتمكن من التوصل إلى توافق في الآراء بشأن شروط الاتحاد. وبينما أصبحت البحرين وقطر دولتين مستقلتين، حاولت الإمارات السبع الأخرى تشكيل اتحاد فيدرالي مؤقت في عام 1971.

قاعة الاجتماعات التي تم فيها التوقيع على الدستور الأول في 2 ديسمبر 1971 في دبي. وهي اليوم جزء من متحف الاتحاد.

وفي عام 1971، كتب القاضي عدي بيطار الدستور الذي كان بمثابة إطار قانوني وسياسي مؤقت، ونصت المادة 9 من الدستور على أن تكون العاصمة مدينة جديدة على حدود دبي وأبوظبي، يتم الانتهاء منها خلال سبع سنوات، وتسمى "الكرامة". ومع ذلك، حدد نص آخر في نفس المادة أن تكون أبو ظبي عاصمة "مؤقتة" للاتحاد وأن يكون الشيخ زايد بن سلطان آل نهيان حاكم أبو ظبي رئيسًا لدولة الإمارات العربية المتحدة.
في عام 1979، أعدت مسودة الدستور "الدائم" الذي سمح بإنشاء نظام عسكري وقضائي موحد. وفي عام 1994، أصبحت أبو ظبي العاصمة الدائمة لدولة الإمارات العربية المتحدة، وفي مايو 1996 أي بعد ست سنوات من وفاة الشيخ راشد بن سعيد آل مكتوم، وافقت دبي على دستور دائم من شأنه أن يوحد القوات المسلحة لدولة الإمارات العربية المتحدة. ومع ذلك، تحتفظ دبي (مثل رأس الخيمة) بمحاكمها القضائية الخاصة والتي لا تخضع لحكم المحكمة العليا في الإمارات العربية المتحدة.

## الديباجة

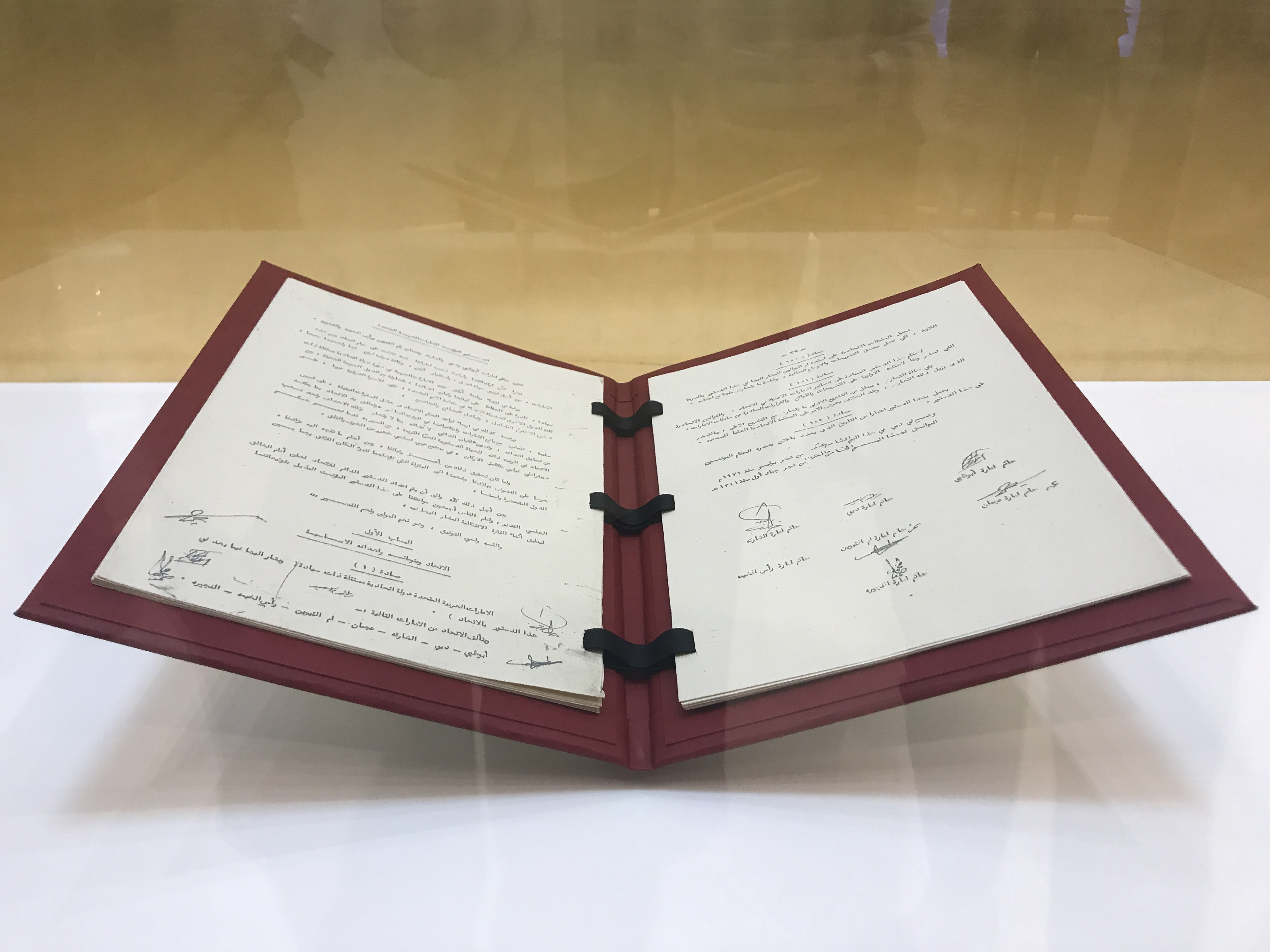
النسخة الأولى من دستور دولة الإمارات العربية المتحدة والتي تحمل ستة تواقيع للآباء المؤسسين السبعة لدولة الإمارات العربية المتحدة الموجودين في متحف الاتحاد. وقعت رأس الخيمة فيما بعد على الدستور في 10 فبراير 1972.

كتب في ديباجة الدستور نية حكام الإمارات الست (رأس الخيمة انضمت إلى الاتحاد في 10 فبراير 1972) لتشكيل "نظام ديمقراطي شامل" في "مجتمع عربي إسلامي".
| دستور دولة الإمارات العربية المتحدة | نحن حكام إمارات أبوظبي ودبي والشارقة وعجمان وأم القيوين والفجيرة. نظرا لأن إرادتنا وإرادة شعب إماراتنا قد تلاقت على قيام اتحاد بين هذه الإمارات، من أجل توفير حياة أفضل، واستقرار أمكن، ومكانة دولية أرفع لها ولشعبها جميعا. ورغبة في إنشاء روابط أوثق بين الإمارات العربية في صورة دولة اتحادية مستقلة ذات سيادة، قادرة على الحفاظ على كيانها وكيان أعضائها، متعاونة مع الدول العربية الشقيقة، ومع كافة الدول الأخرى الصديقة الأعضاء في منظمة الأمم المتحدة، وفي الأسرة الدولية عموما، على أساس الاحترام المتبادل، وتبادل المصالح والمنافع. ورغبة كذلك في إرساء قواعد الحكم الاتحادي خلال السنوات المقبلة على أسس سليمة، تتمشى مع واقع الإمارات وإمكانياتها في الوقت الحاضر، وتطلق يد الاتحاد بما يمكنه من تحقيق أهدافه، وتصون الكيان الذاتي لأعضائه بما لا يتعارض وتلك الأهداف، وتعد شعب الاتحاد في الوقت ذاته للحياة الدستورية الحرة الكريمة، مع السير به قدما نحو حكم ديمقراطي نيابي متكامل الأركان, في مجتمع عربي إسلامي متحرر من الخوف والقلق. ولما كان تحقيق ذلك من أعز رغباتنا، ومن أعظم ما تتجه إليه عزائمنا، حرصا على النهوض ببلادنا وشعبها إلى المنزلة التي تؤهلهما لتبوء المكان اللائق بهما بين الدول المتحضرة وأممها. ومن أجل ذلك كله وإلى أن يتم إعداد الدستور الدائم للاتحاد نعلن أمام الخالق العلي القدير، وأمام الناس أجمعين، موافقتنا على هذا الدستور المؤقت المذيل بتوقيعاتنا ليطبق أثناء الفترة الانتقالية المشار إليها فيه. والله ولي التوفيق، وهو نعم المولى ونعم النصير. | دستور دولة الإمارات العربية المتحدة |